# Mengersgereuth-Hämmern
Mengersgereuth-Hämmern este o comună din landul Turingia, Germania.